# Mattias Gustafsson
Mattias Gustafsson (født 11. juli 1978 i Åkersberga i Sverige) er en svensk tidligere håndboldspiller. Han spillede blandt andet for IFK Skövde HK, FCK Håndbold, AaB og TuS Nettelstedt-Lübbecke.
Gustafsson spillede i alt 102 landskampe for det svenske landshold og var med på holdet, der vandt sølv ved OL 2012.